# The Streamer Awards

Textlogo der Show

The Streamer Awards ist eine jährlich stattfindende Preisverleihungsshow, die Live-Streamern gewidmet ist. Sie wurde 2022 von der Twitch-Streamerin QTCinderella ins Leben gerufen, um andere Streamer, vor allem aus der Twitch-Community, auszuzeichnen und zu feiern. Die Nominierten werden durch eine Online-Abstimmung der Fans ausgewählt, und die Gewinner werden dann durch eine gewichtete Kombination aus der Online-Abstimmung des Publikums (70 %) und der Abstimmung der Juroren (30 %) ermittelt.
Die Show besteht aus zwei Hauptteilen - einer Show auf dem roten Teppich mit Interviews mit den Nominierten und Internet-Persönlichkeiten, wenn sie zur Show ankommen, und der eigentlichen Preisverleihungsshow, in der die Nominierten vorgestellt und die Gewinner bekannt gegeben werden. Während des Preisverleihungsteils der Show gibt es immer wieder musikalische Darbietungen.

## Geschichte
Seit der Eröffnungsfeier im März 2022 hat die Veranstaltung dreimal stattgefunden.

### 2022
Die erste Ausgabe fand am 12. März 2022 im Fonda Theatre in Los Angeles statt und wurde live auf Twitch übertragen. Die Gründerin des Events, QTCinderella, moderierte die Preisverleihung zusammen mit Maya Higa.
Die Streamer wurden auf dem roten Teppich von NymN, Slime und JHBTeam interviewt.
| Best Battle Royal Streamer aceu                       | Best MMORPG Streamer Asmongold                | Best Role-Play Streamer cyr – Rust          | Best FPS Streamer tarik            |
| Best Super Smash Bros. Streamer mang0                 | Best Chess Streamer BotezLive                 | Best Strategy Game Streamer Disguised Toast | Best Speedrunner SmallAnt          |
| Best ASMR Streamer Amouranth                          | Best VTuber Streamer CodeMiko                 | Best Music Streamer lilypichu               | Best IRL Streamer HAchubby         |
| Best League of Legends Streamer loltyler1             | Best Minecraft Streamer TommyInnit            | Best Valorant Streamer iiTzTimmy            | Best GTA RP Streamer buddha        |
| Best Philanthropic Streamer Jacksepticeye             | Stream Game of the Year Minecraft             | Best Variety Streamer moistcr1tikal         | Best Just Chatting Streamer Mizkif |
| Best Streamed Event The Jerma985 Dollhouse – Jerma985 | Best Content Organization One True King (OTK) | Rising Star Award Stanz                     | League of Their Own Jerma985       |
| Legacy Award Pokimane                                 | Gamer of the Year Shroud                      | Streamer of the Year Ludwig                 |                                    |

### 2023
Die zweite Ausgabe der Awards fand am 11. März 2023 im The Wiltern in Los Angeles statt. Diesmal mussten die Streamer im Jahr 2022 insgesamt mindestens 200 Stunden gestreamt haben, um für die Nominierungen berücksichtigt zu werden.
Die Streamer wurden auf dem roten Teppich von Ludwig Ahgren, Hasan Piker, Squeex und Sweet Anita interviewt.
| Best Battle Royale Streamer iiTzTimmy                        | Best MMORPG Streamer Asmongold      | Best Role-Play Streamer Fanum      | Best FPS Streamer aceu               |
| Best Soulslike Streamer MissMikkaa                           | Best Chess Streamer GothamChess     | Best Strategy Game Streamer boxbox | Best Speedrun Streamer PointCrow     |
| Best Art Streamer MeatCanyon                                 | Best VTuber Ironmouse               | Best Music Streamer TPAIN          | Best IRL Streamer jakenbakeLIVE      |
| Best League of Legends Streamer loltyler1                    | Best Minecraft Streamer Quackity    | Best Valorant Streamer Kyedae      | Hidden Gem Award KingSammelot        |
| Best Philanthropic Stream Event 500 Mile Cyclethon – CDawgVA | Stream Game of the Year Elden Ring  | Best Variety Streamer xQc          | Best Just Chatting Streamer HasanAbi |
| Best Streamed Event Mogul Chessboxing Championship           | Best Content Organization OfflineTV | Rising Star Award frogan           | League of Their Own DougDoug         |
| Streamer's Streamer Award PaymoneyWubby                      | Legacy Award Jerma985               | Gamer of the Year TenZ             | Streamer of the Year Kai Cenat       |

### 2024
Die dritte Ausgabe der Streamer Awards fand am 8. Dezember 2024 im The Wiltern in Los Angeles statt. Um nominiert zu werden, mussten die Streamer im Jahr 2023 insgesamt 200 Stunden gestreamt haben und 100 Stunden in einer bestimmten Kategorie wie „Bester Battle Royale-Streamer“ oder „Bester Schach-Streamer“. Nach Abschluss der Abstimmung am 7. Februar 2024 gab QTCinderella auf X bekannt, dass 639.609 Stimmen abgegeben wurden.
Die Zeremonie wurde von Pokimane mitmoderiert, während der rote Teppich von CDawgVA, ExtraEmily und Will Neff moderiert wurde; AustinShow fungierte als Moderator und Prezoh führte Backstage-Interviews mit den Gewinnern durch.
Dies war die erste Ausgabe, die auf mehreren Plattformen gestreamt wurde und interaktive Funktionen für die Zuschauer auf Twitch bot.
| Best Creative Arts Streamer PlaqueBoyMax                   | Best MMORPG Streamer Sodapoppin                              | Best Strategy Game Streamer AnnaCramling                          | Best Chess Streamer loltyler1          |
| Best Software And Game Development Streamer PirateSoftware | Best Fighting Games Streamer SAJAM                           | Best Speedrun Streamer Squeex                                     | Hidden Gem Award CartoonTherapy        |
| Best Battle Royale Streamer NICEWIGG                       | Best FPS Streamer JYNXZI                                     | Rising Star Award MISTERARTHER                                    | Best Roleplay Streamer ESFANDTV        |
| Best Minecraft Streamer Quackity                           | Best IRL Streamer ISHOWSPEED                                 | Stream Game of the Year CHAINED TOGETHER                          | Best Shared Channel nmplol             |
| Best Content Organization FAZE CLAN                        | Best Streamed Series Name Your Price - AustinShow & WillNeff | Best Streamed Event Creator Dodgeball World Championship - Ludwig | Best International Streamer ISHOWSPEED |
| Best Breakthrough Streamer Jynxzi                          | Best VTuber Ironmouse                                        | Best Just Chatting Streamer KaiCenat                              | Best Variety Streamer CaseOh_          |
| The Sapphire Award cinna                                   | League of Their Own PIRATESOFTWARE                           | Streamer's Streamer Award Liam                                    | Legacy Award Maximilian_DOOD           |
| Gamer of the Year Jynxzi                                   | Streamer of the Year KaiCenat                                |                                                                   |                                        |